# Wilhelm Hölling
Wilhelm Hölling (* 2. August 1880 in Elberfeld; † 11. Juli 1953 in Bad Godesberg) war ein deutscher Wirtschaftsjurist im Bergbau.

## Leben
Wie Thilo von Werthern-Michels, Edwin Mayer-Homberg, Paul von Krause und Friedrich Scheck wurde er 1901 im Corps Hasso-Borussia Freiburg recipiert. Als promovierter Bergassessor war er zur Zeit der Weimarer Republik  im Reichsverband der Deutschen Industrie Geschäftsführer der Fachgruppe Bergbau. In der Zeit des Nationalsozialismus war er geschäftsführendes Mitglied des Vereins Deutscher Bergleute. Um 1941 wurde er in den Grubenvorstand der Bergrechtlichen Gewerkschaft der Zeche Langenbrahm in Essen-Rüttenscheid berufen. In der Reichsgruppe Industrie war er Geschäftsführer der Wirtschaftsgruppe Bergbau.

## Werke
- mit Friedrich August Pinkerneil (Hrsg.): Die deutsche Bergwirtschaft der Gegenwart. Festgabe zum Deutschen Bergmannstag. Berlin 1928.